# Мулдактау
Мулдактау (башк. Мулдактау, від назв. озера Мулдаҡ і тау — гора, на картах — Мулдактау, у місцевого населення — Шишка — гора на Південному Уралі. Адміністративно розташована в Абзеліловському районі Башкортостану. Поруч розташоване озеро Мулдаккуль, протікає річка Могак.
За 1 км розташований присілок Озерне.
Гора відома як колишнє місце знаходження ракетної частини ЗРД-н «Тумба» в/ч 04671. Гора частково трансформована.

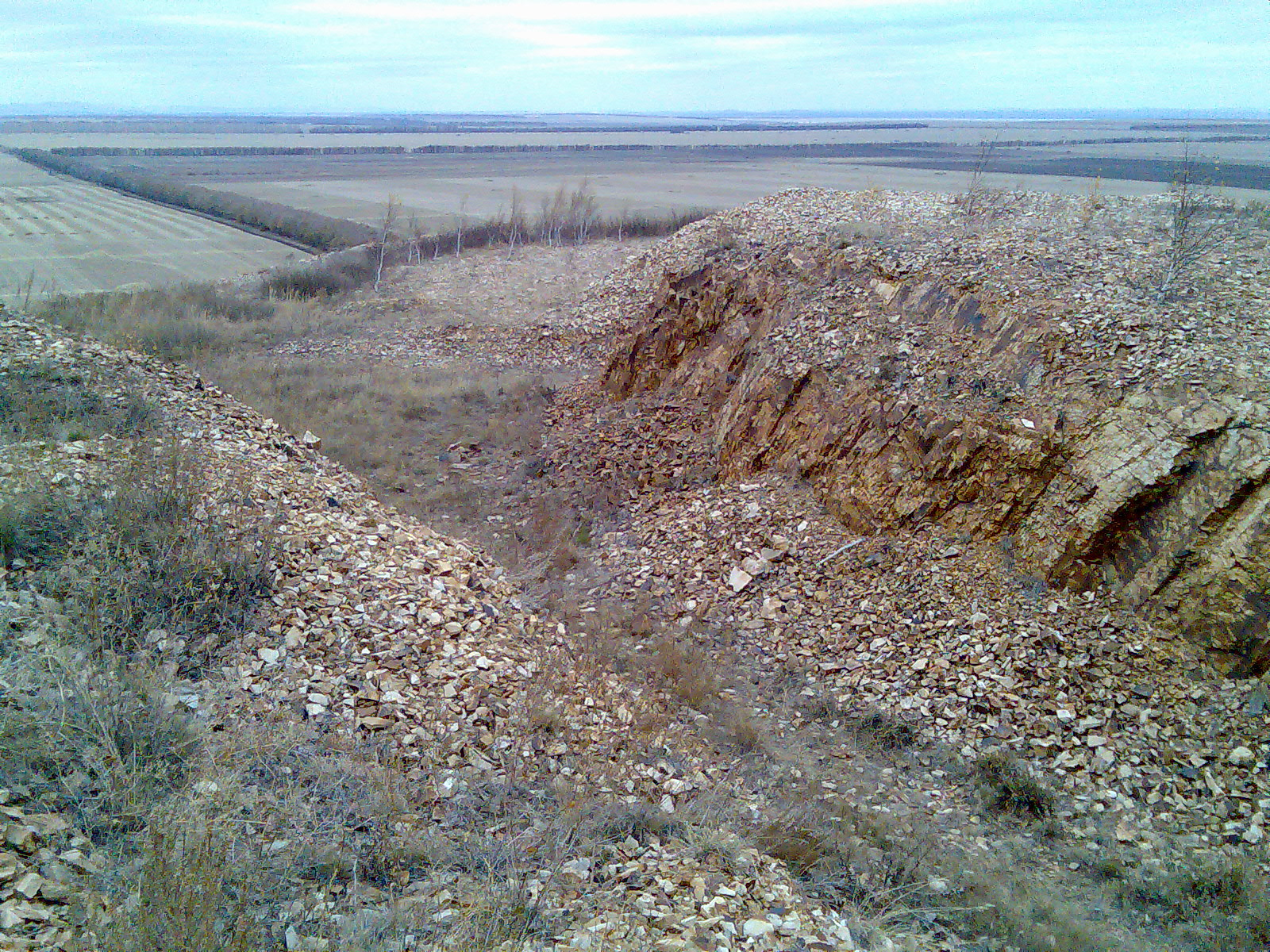
Кар'єр на горі Мулдактау